# Mai Hagiwara
Pour les articles homonymes, voir Hagiwara.
Mai Hagiwara (萩原舞, Hagiwara Mai), née le 7 février 1996 à Saitama (Japon), est une chanteuse et idole japonaise, membre du groupe °C-ute (11 juin 2005 - 12 juin 2017) ; elle quitte l’industrie du divertissement le 6 juin 2017, six jours avant la séparation prévue du groupe, pour faire des études d’anglais à l'étranger.

## Biographie
Mai Hagiwara rejoint le Hello! Project à sept ans (car elle est née en début d'année) en 2002, sélectionnée avec le Hello! Project Kids. Dès la fin de l'année, elle joue un petit rôle dans le film des Minimoni, Minimoni ja Movie Okashi na Daibouken, avec les 4KIDS. En 2004, elle participe au groupe temporaire H.P. All Stars, puis est intégrée au groupe °C-ute en 2005. En 2006, elle joue un petit rôle récurrent dans la série télévisée Sento no Musume!? aux côtés de Mari Yaguchi. En 2007, elle double le personnage de Hikaru Mizuki dans la série anime Kirarin☆Revolution (Kirari), et forme à cette occasion le duo temporaire Kira☆Pika avec Koharu Kusumi. Elle fait aussi un temps partie de l'équipe de futsal du H!P Gatas Brilhantes H.P.. Elle est longtemps restée la plus jeune membre du H!P à avoir enregistré un disque, jusqu’à l’arrivée des Ice CreaMusume fin 2008. En 2009, elle participe au groupe temporaire Petit Moni V.
Le 17 janvier 2014, le site officiel du Hello! Project annonce que Hagiwara est atteinte d'une forte fièvre, et a été immédiatement transportée à l'hôpital où on lui diagnostique une grippe. Pour cette raison, elle ne sera pas présente en cas de prise de contact prévu pour ce jour ainsi qu'aux concerts ~ DE-HA MiX ~ et ~GOiSU MODE ~ les 18 et 19 janvier.
En août 2016, le groupe °C-ute annonce leur prochaine séparation pour juin 2017.
En mai 2017, Mai annonce quitter l'industrie du divertissement après le dernier concert des °C-ute. Elle ne rejoint donc pas le M-line club en juillet suivant, contrairement aux autres membres du groupe.

## Groupes
Au sein du Hello! Project
- Hello! Project Kids (2002–2017)
- 4KIDS (2002)
- H.P. All Stars (2004)
- Hello! Project Akagumi (2005)
- °C-ute (2005–2017)
- Wonderful Hearts (2006–2009)
- Kira☆Pika (2007)
- Petitmoni V (2009)
- Ganbarou Nippon Ai wa Katsu Singers (2011)
- Bekimasu (2011)
- Hello! Project Mobekimasu (2011)
- Cat's Eye 7 (2012)
- Plumeria, renommé HI-FIN (2013)

## Discographie

### En solo
Chanson
- 2012 : Yuke! Genki-kun (『行け！元気君』?) (sur l'album Dai Nana Shō Utsukushikutte Gomen ne de °C-ute)

### Avec °C-ute
Albums
- 25 octobre 2006 : Cutie Queen Vol. 1
- 18 avril 2007 : 2 Mini ~Ikiru to Iu Chikara~
- 12 mars 2008 : 3rd ~Love Escalation!~
- 28 janvier 2009 : 4 Akogare My Star
- 18 novembre 2009 : Cute Nan Desu! Zen Single Atsumechaimashita! 1
- 24 février 2010 : Shocking 5
- 6 avril 2011 : Chō Wonderful 6
- 8 février 2012 : Dai Nana Shō Utsukushikutte Gomen ne
- 21 novembre 2012 : 2 °C-ute Shinsei Naru Best Album
- 4 septembre 2013 : 8 Queen of J-Pop
- 23 décembre 2015 : Cmaj9
- 3 mai 2017 : Complete Single Collection

Singles
- 6 mai 2006 : Massara Blue Jeans
- 3 juin 2006 : Soku Dakishimete
- 9 juillet 2006 : Ōkina Ai de Motenashite
- 29 juillet 2006 : Wakkyanai (Z)
- 21 février 2007 : Sakura Chirari
- 11 juillet 2007 : Meguru Koi no Kisetsu
- 17 octobre 2007 : Tokaikko Junjō
- 27 février 2008 : Lalala Shiawase no Uta
- 20 mars 2008 : Koero! Rakuten Eagles
- 23 avril 2008 : Namida no Iro
- 30 juillet 2008 : Edo no Temari Uta II
- 26 novembre 2008 : 'Forever Love
- 15 avril 2009 : Bye Bye Bye!
- 1er juillet 2009 : Shochū Omimai Mōshiagemasu
- 16 septembre 2009 : Everyday Zekkōchō!!
- 6 janvier 2010 : Shock!
- 28 avril 2010 : Campus Life ~Umarete Kite Yokatta~
- 25 août 2010 : Dance de Bakōn!
- 13 octobre 2010 : Akuma de Cute na Seishun Graffiti
- 1er décembre 2010 : Aitai Lonely Christmas
- 23 février 2011 : Kiss Me Aishiteru
- 25 mai 2011 : Momoiro Sparkling
- 7 septembre 2011 : Sekaiichi Happy na Onna no Ko
- 18 avril 2012 : Kimi wa Jitensha Watashi wa Densha de Kitaku
- 5 septembre 2012 : Aitai Aitai Aitai na
- 6 février 2013 : Kono Machi
- 3 avril 2013 : Crazy Kanzen na Otona
- 10 juillet 2013 : Kanashiki Amefuri / Adam to Eve no Dilemma
- 6 novembre 2013 : Tokai no Hitorigurashi / Aitte Motto Zanshin
- 5 mars 2014 : Kokoro no Sakebi o Uta ni Shitemita / Love Take It All
- 16 juillet 2014 : The Power / Kanashiki Heaven (Single Version)
- 19 novembre 2014 : I Miss You / The Future
- 1er avril 2015 : The Middle Management ~Josei Chūkan Kanrishoku~ / Gamusha Life / Tsugi no Kado wo Magare
- 28 octobre 2015 : Arigatō ~Mugen no Yell~ / Arashi wo Okosunda Exciting Fight!
- 20 avril 2016 : Jinsei wa Step / Hito wa Naze Arasoun Darō / Summer Wind
- 2 novembre 2016 : Mugen Climax / Ai wa Maru de Seidenki / Singing ~Ano Koro no You ni~
- 29 mars 2017 : To Tomorrow / Final Squall / The Curtain Rises

### Autres participations
Singles
- 27 novembre 2002 : Genki Jirushi no Ōmori Song / Okashi Tsukutte Okkasuii! (par Mini Moni to Takahashi Ai + 4KIDS)
- 1er décembre 2004 : All for One & One for All! (avec H.P. All Stars)
- 1er août 2007 : Hana wo Pūn / Futari wa NS (avec Kira Pika)
- 22 juin 2011 : Ai wa Katsu (avec Ganbarou Nippon Ai wa Katsu Singers)
- 6 août 2011 :  Makeru na Wasshoi! (avec Bekimasu), sortie limitée et ré-éditée le 21 décembre 2011
- 16 novembre 2011 : Busu ni Naranai Tetsugaku (avec Hello! Project Mobekimasu)
- 7 novembre 2012 : CAT'S♥EYE (avec Cat's Eye 7)
- 7 août 2013 : Lady Mermaid / Eiya-sa! Brother / Kaigan Shisō Danshi (avec Dia Lady, HI-FIN, Mellowquad)

### Autres chansons
- 15 juillet 2009 : Kimi ga Iru Dake de (Chanpuru 1 ~Happy Marriage Song Cover Shū~) du Hello! Project avec Petitmoni V
- 5 novembre 2009 : Pira! Otome no negai (Petit Best 10) du Hello! Project avec Petitmoni V

## Filmographie

### Films
- 2002 : Mini Moni ja Movie: Okashi na Daibōken! (ミニモニ。じゃム→ビ→お菓子な大冒険!)
- 2006 : Sentou no Musume!? (銭湯の娘!?)
- 2011 : Ousama Game (王様ゲーム) (Kanazawa Miharu)

### Dramas
- 2012 : Suugaku♥Joushi Gakuen (数学♥女子学園)

### Animés
- 2007 : Kirari (Kirarin☆Revolution) - (voix de Hikaru Mizuki)

## Divers

### Comédies musicales et théâtres
- 2012 : STRONGER (ストロンガー)
- 2012 : Cat's Eye (キャッツ・アイ)

### DVD en solo
- 21 octobre 2009 : Hagiwara Mai in Hachijojima[2]
- 14 juin 2011 : Mizuiro (水色)[2]
- 6 septembre 2014 : again[3]

### Photobooks en solo
- 10 octobre 2009 : Hagiwara Mai (萩原舞)[2]
- 5 août 2013 : Mai 2[2]